# ПФК „Капаз“
„Капаз“ (на азербайджански: Kəpəz Peşəkar Futbol Klubu) e азербайджански футболен клуб, от град Гянджа.
Основан е през 1959 година под името „Текстилщик“ в град Кировабад,  СССР, Азербайджанска ССР. Играе в Премиер лига, най-висшата дивизия на азербайджанския шампионат. Трикратен шампион на Азербайджан четирикратен носител на Купата на страната.

## Стадион
Отборът играе домакинските си срещи играе на  Градския стадион в Гянджа с обща вместимост от 26 120 зрители. Стадионът се експлоатира 1959 г.

## Предишни имена
| Години      | Име                      |
| ----------- | ------------------------ |
| 1959 – 1962 | „Текстилщик“ (Кировабад) |
| 1962 - 1974 | „Динамо“ (Кировабад)     |
| 1975 – 1981 | „Прогрес“ (Кировабад)    |
| 1982 – 1988 | „Динамо“ (Гянджа)        |
| 1989 - 2005 | „Кяпаз“ (Гянджа)         |
| 2005 - 2011 | „Гянджа“ (Гянджа)        |
| от 2011 -   | „Кяпаз“ (Гянджа)         |

## Успехи
Азербайджан
- Премиер лига
  -  Шампион (3): 1994/95, 1997/98, 1998/99
  -  Сребърен медалист (1): 1999/2000
  -  Бронзов медалист (2): 1993/94, 1995/96
- Първа дивизия
  -  Шампион (1): 2009/10
- Купа на Азербайджан:
  -  Носител (4): 1993/94, 1996/97, 1997/98, 1999/2000

 СССР
- Първа лига на СССР
  -  Шампион (1): 1967
- Втора лига на СССР
  -  Шампион (1): 1965
  -  Сребърен медалист (1): 1986
  -  Бронзов медалист (1): 1991
- Купа на СССР:
  - 1/4 финалист (1): 1962